# Цянь Инъи
Цянь Инъи (кит. 钱颖一, англ. Yingyi Qian, родился в 1956 году в Пекине) — китайский экономист, профессор университета Цинхуа.

## Биография
Цянь получил степень бакалавра по математике в университете Цинхуа в 1981 году, в следующем году — магистерскую степень по статистике в Колумбийском университете, а также магистра управления в Йельском университете в 1984 году. Докторскую диссертацию по экономике защитил в Гарвардском университете (1990).
Преподавательскую деятельность начал в должности доцента Стэнфордского университета с 1990 года, а с 1999 года продолжил в должности профессора экономики в Мэрилендском университете.
В 2012 году выступал консультантом в комитете денежно-кредитной политики Народного банка Китая.
В настоящий момент является:
- сотрудником Эконометрического общества (избран в 2012 году)[5]
- шеф-редактором ряда китайских журналов «Китайский журнал по экономике», «Бизнес ревью Цинхуа», «Образование»
- членом редакционной коллегии журнала «Китайское обозрение экономики»
- деканом факультета экономики и управления в университете Цинхуа с 2006 года
- профессором в Калифорнийском университете в Беркли с 2001 года
- соучредителем «Китайского экономического общества»
- советником «Китайской финансовой Ассоциации»
- членом консультационного совета Международного центра экономики Цюрихского университета
- старшим научным сотрудником Азиатского бюро исследований и экономического анализа развития (ABFER)
- научным сотрудником Бюро исследований и экономического анализа развития (BREAD)
- научным сотрудником Центра исследований экономической политики (CERP)
- членом Экспортно-консультативного совета Китая по реформе здравоохранения
- членом Управляющего комитета Китая по национальному образованию
- вице—председателем Китайского центра международного экономического обмена (CCIEE).

## Основные идеи
Цянь является автором многочисленных работ по сравнительной институциональной экономике, где отмечает ряд отличий китайского стиля менеджмента от западного за счет того, что существует разделение институциональной среды в Китае на государственную и частную в пропорции 50/50, что создает большой объем неформальных правил таких, как решение принимается до проведения заседаний, общение и убеждение проводится до заседания, на котором подводится итог; принятие решения в консенсусе важно, простое большинство не подходит, у каждого есть право вето в какой-то степени; встреча — это последний шаг, формальность.
Цянь видит дальнейшие развитие китайской экономики за счет расширения крупных национальных проектов в области инфраструктуры, таких как строительство высокоскоростной железнодорожной сети, которая будет пронизывать всю страну, отмечает положительную динамику развития банковской системы, которая позволит финансировать такие проекты, и имеющиеся план развития у правительства в области инновации.
Цянь отмечает высокий уровень отдачи капитала в Китае и высокий уровень сбережений.

## Награды
За многочисленные работы по экономической теории был награждён:
- 2009 — премия Сунь Ефана[англ.] по экономике